# Petaurus gracilis
Petaurus gracilis is een zoogdier uit de familie van de buideleekhoorns (Petauridae). De wetenschappelijke naam van de soort werd voor het eerst geldig gepubliceerd door Charles Walter De Vis in 1883.

## Kenmerken
Net als andere suikereekhoorns is deze soort een eekhoornachtig buideldier dat in staat is tot zweven. De bovenkant van het lichaam is mahoniebruin tot grijs, de onderkant geelbruin tot licht mahoniebruin. Over de bovenkant van het lichaam, van de ogen tot de onderrug, loopt een donkere rugstreep. De lange, grotendeels grijze staart is bedekt met korte haren. De punt is zwart. De kop-romplengte bedraagt 218 tot 265 mm, de staartlengte 300 tot 380 mm en het gewicht 255 tot 410 g.

## Leefwijze
Deze soort is 's nachts actief, leeft in bomen en vindt beschutting in boomholtes. P. gracilis eet geleedpotigen, nectar, stuifmeel en ander plantaardig voedsel.

## Bedreiging en bescherming
Petaurus gracilis is een bedreigde diersoort. Het was de eerste diersoort die beschermd werd onder de Commonwealth Endangered Species Protection Act ("Gemenebest Bedreigde Diersoorten Beschermingswet). De eerste Petaurus gracilis werd gezien en beschreven in 1883. Vervolgens werd deze soort gedurende meer dan honderd jaar niet gezien, en de soort werd als een synoniem van de grijze suikereekhoorn gezien. In 1989 werd Petaurus gracilis herontdekt, maar het leefgebied van deze populatie maakte binnen een maand plaats voor plantages. Het duurde tot 1991 voordat een nieuwe populatie van Petaurus gracilis werd gevonden. Tegenwoordig loopt Petaurus gracilis gevaar door habitatverlies, aangezien boeren nog steeds bosgebieden die geschikt zijn voor dit klimbuideldier kappen voor landbouwdoeleinden. Soms grijpt de overheid echter in om mogelijke leefgebieden voor Petaurus gracilis te behouden. Zo hield de overheid van Queensland in 1995 de kap van een bosgebied dat geschikt was voor deze suikereekhoorn tegen.

## Verspreiding
Deze soort komt voor in open bos langs de kust van Noordoost-Queensland, van Ingham tot Tully. Het gebied waar deze soort voorkomt is zo'n 100 km lang en minder dan 12 km breed.

## Verwantschap
Deze soort is lang met de grijze suikereekhoorn verward en wordt pas sinds het begin van de jaren negentig van de twintigste eeuw als een aparte soort erkend.